# دهستان خرجگیل
دهستان خرجگیل نام دهستانی در بخش اسالم شهرستان طوالش، استان گیلان در ایران است. بر اساس سرشماری مرکز آمار ایران در سال ۱۳۸۵، جمعیت آن ۸۵۸۶ نفر (۱۹۲۰ خانوار) بوده‌است.